# 沃夫克河

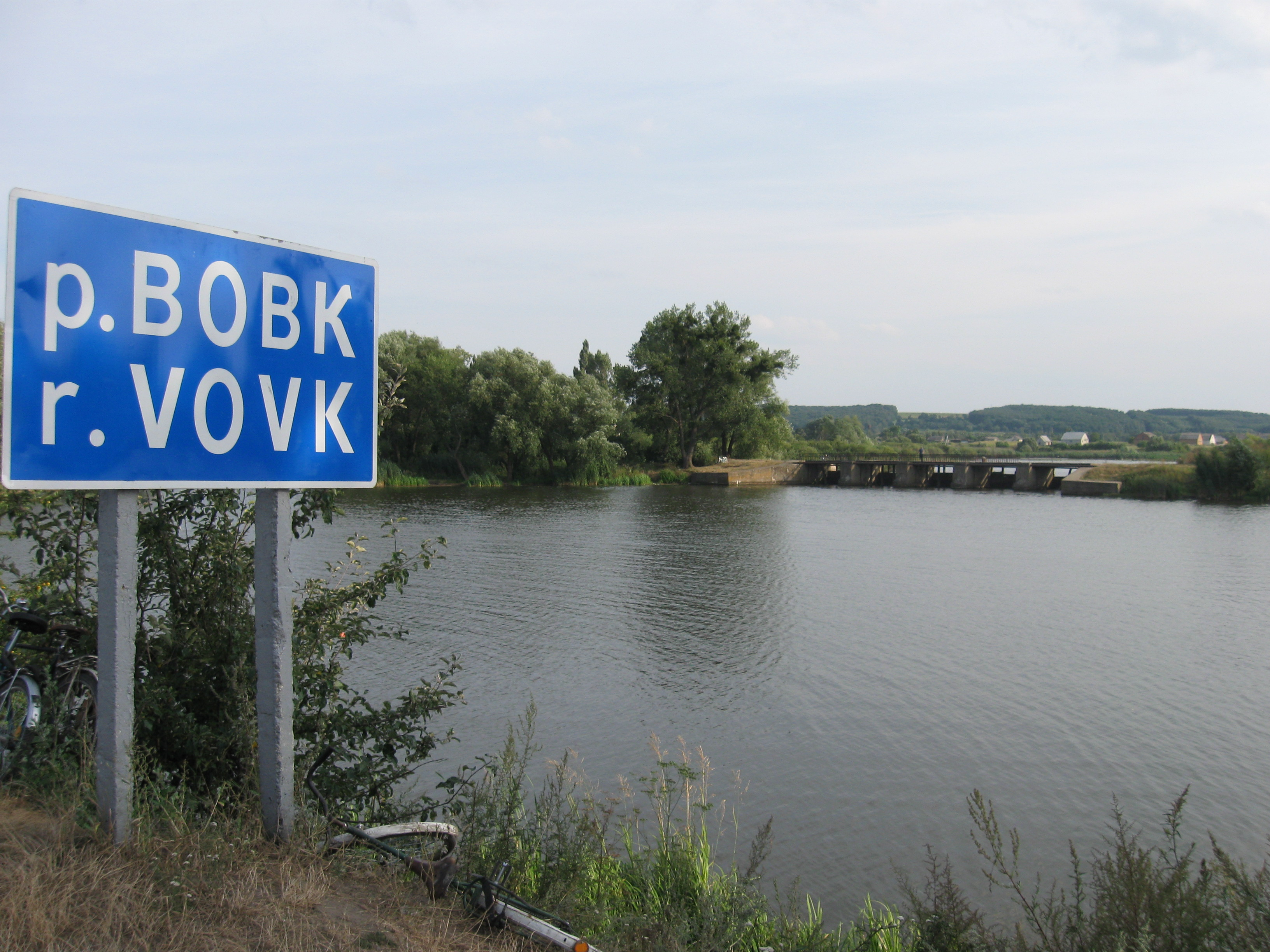

沃夫克河（烏克蘭語：Вовк），是烏克蘭的河流，位於該國西部，屬於南布格河的右支流，流經赫梅利尼茨基州，河道全長71公里，流域面積915平方公里，河畔城鎮有萊蒂奇夫和傑拉日尼亞。